# Кропа
Кропа (словен. Kropa) је насељено место у општини Радовљица, Горењска регија, Словенија.

## Историја
До територијалне реорганизације у Словенији била је у саставу старе општине Радовљица.

## Становништво
У попису становништва из 2011. године, Кропа је имала 807 становника.
| Број становника према пописима | Број становника према пописима | Број становника према пописима |
| ------------------------------ | ------------------------------ | ------------------------------ |
| 1991                           | 2002                           | 2011                           |
| 875                            | 839                            | 807                            |

## Галерија
- римокатоличка црква "Матера Божија"
- родна кућа песникиње Кристине Шулер
- централно језгро
- поглед на музеј и речице Кропарицу
- сеоско кладиво
- архитектура
- архитектура
- родна кућа словеначког уметника Јанеза Крстника Поточника
- капелица
- "Свети Флорјан"
- мост на Кропарици
- резервоар "Бајер"
- речица Кропарица
- панорама